# Station Dąbie koło Dębicy
Station Dąbie koło Dębicy is een spoorwegstation in de Poolse plaats Dąbie.